# D23
O D23 (D Twenty Three) é o fã club da The Walt Disney Company, criado em 2009. Em seu nome existe a letra "D" que é a letra inicial de Disney e também 23 que faz referência ao ano de 1923, que é a data de fundação da Walt Disney, na Califórnia.
O fã clube, foi criado em 10 de março de 2009, nas cidades de Oakland e Burbank, no estado da Califórnia. Segundo o diretor executivo da Disney, Bob Iger, "O D23 [...] é a forma de dizer 'obrigado' e homenagear todos os nossos fãs, que trazem a vida e toda a magia da Disney, todos os dias em cada canto do mundo". Para entrada no fã clube, a Disney cobra um custo a partir de 99,99 dólares.
O D23 organiza e participa de eventos de caráter, caráter infantil e até cultura pop, um desses eventos e o mais conhecido é a D23 Expo.

## D23 Expo
A D23 Expo é uma exposição organizada pelo fã clube D23, que ocorre na Califórnia (sempre apresentado na cidade de Anaheim). Nessa exposição são divulgados os futuros trabalhos de filmes, séries e animações dos studios e produtoras da The Walt Disney Company.
Que no início eram apenas Walt Disney Animation Studios(Disney) e Pixar, já atualmente também fazem parte disso também a Marvel e a Lucasfilm com Star Wars, D23 ocorre bienalmente no Anaheim e dura sempre 3 dias.
| Ano  | Título                             | Dias                |
| ---- | ---------------------------------- | ------------------- |
| 2009 | The Ultimate Disney Fan Experience | 10 a 13 de setembro |
| 2011 | The Ultimate Disney Fan Event      | 19 a 21 de Agosto   |
| 2013 | D23 Expo                           | 9 a 11 de Agosto    |
| 2015 | D23 Expo                           | 14 a 16 de Agosto   |
| 2017 | D23 Expo                           | 14 a 16 de Julho    |
| 2019 | D23 Expo                           | 23 a 25 de Agosto   |
| 2022 | D23 Expo                           | 9 a 11 de Setembro  |
| 2023 | D23 Expo                           | 8 a 10 de Setembro  |
| 2024 | D23 Expo                           | 8 a 11 de Agosto    |
| 2025 | D23 Expo                           | 29 a 30 de agosto   |

## D23 Expo Japan
Desde outubro de 2013 também existe a D23 Expo Japan que é praticamente a mesma coisa que o evento D23 Expo, mas ocorre no Japão, ao invés da California.
Exatamente igual a D23 Expo, ela dura sempre 3 dias 
| Ano  | Título         | Dias                 |
| ---- | -------------- | -------------------- |
| 2013 | D23 Expo Japan | 12 a 14 de Outubro   |
| 2015 | D23 Expo Japan | 6 a 8 de Novembro    |
| 2018 | D23 Expo Japan | 10 a 12 de Fevereiro |

## D23 Expo Brasil
Em janeiro de 2024, a Disney anunciou uma edição da D23 Expo no Brasil, chamada "D23 Brasil - Uma Experiência Disney". O evento aconteceu pela primeira vez no país, na Transamérica Expo Center, em São Paulo, entre os dias 8 e 10 de novembro de 2024. 
| Ano  | Título     | Dias               |
| ---- | ---------- | ------------------ |
| 2024 | D23 Brasil | 8 a 10 de Novembro |